# 悪魔の代弁者
悪魔の代弁者（あくまのだいべんしゃ、英語: devil's advocate、ラテン語: advocatus diaboli）とは、ディベートなどで多数派に対してあえて批判や反論をする人、またその役割。

## 概要
ディベートのテクニックのひとつである。
同調を求める圧力などで批判・反論しにくい空気があると、議論はうまく機能しなくなり、健全な思考ができなくなることが往々にしてある。それを防ぐ方法として、自由に批判・反論できる人物を設定することがある。
三省堂『新グローバル英和辞典』電子版ではdevil's advocateの意味が「列聖調査審問検事」「（議論のために）わざと本心と反対の意見を述べる人」となっている。

## 語源
語源は、かつてカトリック教会において設けられていた、列聖や列福の審議の際にあえて候補者の至らぬ点や聖人・福者たる証拠としての奇跡の疑わしさなどを指摘する職の名称。人間の悪徳を神に告げる天使としてのサタンの側面にちなむ。

## 歴史
1587年に教皇シクストゥス5世によって設立された。礼部聖省の重役の1人に与えられた役職（Promotor Fidei）の通称である。
1983年に教皇ヨハネ・パウロ2世によって廃止された。